# Batalla del Kilimanjaro
La batalla del Kilimanjaro, en Longido, va tenir lloc a l'Àfrica Oriental Alemanya el 3 de novembre de 1914, i va ser un dels primers combats de la Campanya de l'Àfrica Oriental de la Primera Guerra Mundial.

## Antecedents
La conquesta britànica d'Àfrica Oriental Alemanya va ser planejada com una invasió realitzada per dues incursions a la colònia alemanya: la ciutat portuària de Tanga i l'assentament Longido en els vessants de la muntanya Kilimanjaro. El pla va ser dissenyat en una conferència d'oficials de Mombasa, amb el General Major Arthur Aitken com a comandant general: 
- La primera i principal incursió seria un avanç cap a Tanga, realitzada pels britànics de l'Indian Expeditionary Force B (Força Expedicionaria de l'Índia B), formada per 8.000 homes organitzats en dues brigades.
- La segona incursió seria un atac contra les defenses alemanyes a Longido, al nord i al voltant del Kilimanjaro, i a continuació girar cap al sud i aprofitar el Neu Moshi (terme usat pels occidentals per anomenar el Usambara Railway o ferrocarril del nord). Segons l'autor Charles Miller, «l'objectiu de la captura de Longido era per a envoltar la Schutztruppe alemanya a l'extrem nord amb una pinça de dues-centes milles.»[1]

La regió era l'assentament més important dels alemany, on van establir plantacions de sisal, cafè i altres cultius comercials en l'extrem nord de les muntanyes Usambara. Els alemanys van organitzar petits grups, van començar a emboscar als britànics i van atacar el ferrocarril d'Uganda. La destrucció de les forces alemanyes de la zona fronterera amb Àfrica Oriental Britànica era un objectiu clau del pla de l'operació britànica. Charles Miller va escriure més tard que «l'estratègia va ser impecable en el paper.»
A finals d'octubre de 1914, la Força Expedicionaria de l'Índia C es va unir a l'ofensiva amb 4.000 homes prop de la frontera de l'est d'Àfrica Oriental Britànica i Àfrica Oriental Alemanya, comandats pel general de brigada J.M. Stewart. La brigada va incloure voluntaris colonials que s'anomenaven a si mateixos els East Africa Mounted Rifles (Rifles Muntats de l'est d'Àfrica).
Els informes defectuosos d'intel·ligència van estimar la presència militar alemanya a la regió en 200 homes; no obstant això, havia 600 àscaris en tres companyies, a més dels voluntaris colonials de la 8a Schützenkompagnie (companyia de fusellers) de 86 joves alemanys a cavall.

## Batalla
El 3 de novembre de 1914, uns 1.500 panjabis de la força britànica van pujar el pendent prop de Longido durant la nit i, a la llum del dia i enmig de la boira del matí, van ser atrapats en el foc creuat d'una forta posició defensiva alemanya. La gran força d'infanteria índia va contraatacar, però durant el dia els atacants britànics no van fer cap progrés i van sofrir baixes considerables.

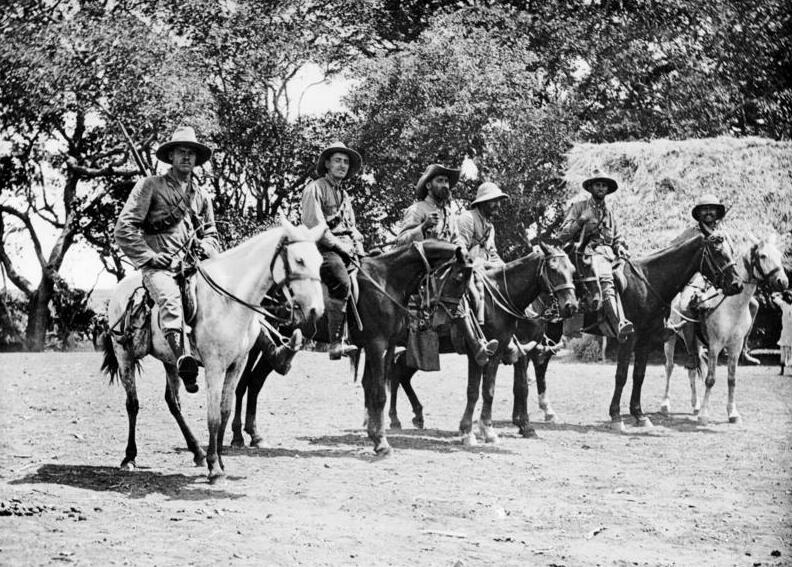
Patrulla muntada de voluntaris colonials alemanys, 1914

A mig matí, una patrulla de la 8a Schützenkompagnie va emboscar una columna de subministrament britànica; aproximadament 100 mules que transportaven aigua per a les tropes estaven fugint de les tropes de cavalleria alemanys. Algunes de les companyies de la columna van entrar en pànic i van deixar caure les seves càrregues, abandonant menjar, municions i equips.
Els oficials britànics, amb les seves tropes àmpliament disperses, van esperar la foscor i van determinar que la seva situació era insostenible. Es van retirar de la base de la muntanya i van tornar cap a Àfrica Oriental Britànica sense aconseguir el seu objectiu.
Aquesta derrota dels invasors per una força menor que la meitat de la seva grandària va refredar l'entusiasme per la guerra, especialment entre els voluntaris colonials britànics.

## Conseqüències
L'atac al nord de Longido s'havia previst com un atac de distracció. Byron Farwell relata que «l'esforç principal és l'ambiciós assalt amfibi al port de Tanga», que va començar el 2 de novembre de 1914.
Les companyies àscari alemanyes van ser transportades a Tanga amb ferrocarril per a la defensa de l'ofensiva britànica.